# Ted Hartley
Theodore Ringwalt Hartley, detto Ted (Omaha, 6 novembre 1924), è un attore statunitense.

## Biografia
Orfano di padre dall'età di 5 anni, crebbe in una famiglia in situazioni economiche difficili. Ad appena 14 anni si iscrisse alla scuola militare ed in seguito all'Accademia Navale dopodiché iniziò a lavorare come pilota di caccia fino al 1964 quando ebbe un incidente aereo che lo indusse a lasciare il pilotaggio. Iniziò così a lavorare come banchiere d'investimento.
Ha iniziato la sua carriera d'attore nel 1965 in televisione per poi dedicarsi anche al cinema.
Nel 1989 ha sposato l'attrice Dina Merrill con cui rimase fino alla morte di lei avvenuta nel 2017.
È inoltre padre di un figlio, Philippe (1955).

## Filmografia parziale

### Cinema
- Cammina, non correre (Walk Don't Run), regia di Charles Walters (1966)
- A piedi nudi nel parco (Barefoot in the Park), regia di Gene Saks (1967)
- Base artica Zebra (Ice Station Zebra), regia di John Sturges (1968)
- Lo straniero senza nome (High Plains Drifter), regia di Clint Eastwood (1973)
- Corsa a Witch Mountain (Race to Witch Mountain), regia di Andy Fickman (2009)
- Una fragile armonia (A Late Quartet), regia di Yaron Zilberman (2012)

### Televisione
- Peyton Place - soap opera, 12 episodi (1965-1966)
- Arriva l'elicottero (Chopper One) - serie TV, 12 episodi (1974)
- Le strade di San Francisco (The Streets of San Francisco) - serie TV, episodio 3x18 (1975)
- Nero Wolfe - serie TV, episodio 1x12 (1975)